# マルティーン・シャルフェ
 マルティーン・シャルフェ（Martin Scharfe 1936年3月8日 -）はドイツの民俗学者、マールブルク大学教授。 

## 来歴・人物
ドイツのバーデン＝ヴュルテンベルク州ヴァイブリンゲンに生れ、テュービンゲン大学でヘルマン・バウジンガーについて民俗学を学び、1985年からマールブルク大学教授として民俗学科にあたるヨーロッパ・エスノロジー研究科を主宰し、2001年に定年退官となった。主な専門はプロテスタント教会系の宗教民俗学。カトリック教会の多彩な教会祭礼や民俗行事に比べて地味な外観を呈するプロテスタント教会系の民衆信心について独自の絵解き手法で解明を試みた。 

## 著作（日本語訳）
- 「民俗学が読んだヴィネット（縁飾り）―　装飾図案の隠れた意味」（原著 2005）河野眞訳・解説　愛知大学語学教育研究室『言語と文化』第29号（2013年）, p.73-103.
- 「 民藝のメタモルフォーゼ」（原著 1974）河野眞訳・解説　愛知大学語学教育研究室『言語と文化』第31号（2014年）, p.123-169.